# Luca Ruggero Jacovella
Luca Ruggero Jacovella (Monterotondo, 9 giugno 1966) è un musicista italiano.

## Biografia
Frequenta la Deutsche Schule Rom e si diploma in pianoforte nel 1988 al Conservatorio "L. Refice" di Frosinone sotto la guida del M° Tonino Maiorani, ed in musica jazz nel 1992 con il M° Gerado Iacoucci, dopo aver già conseguito l'attestato dell'allora "Corso Straordinario di Musica Jazz"; si è successivamente perfezionato alla London Royal Academy of Music nel 1992, ed a diversi seminari annuali a "Siena jazz" con i maestri Enrico Pieranunzi e Danilo Rea. Ha conseguito nel 2000 il compimento del corso post lauream biennale presso l'Università Tor Vergata in Musica, e nel 2014 la Laurea in "Discipline interpretative del jazz, delle musiche improvvisate e audiotattili" presso il Conservatorio Santa Cecilia di Roma. E' Consulente Tecnico d'Ufficio iscritto all'albo per il Tribunale di Roma, quale esperto musicale in materia di plagio.
Affianca l'attività propriamente concertistica, svolta in numerosi paesi del mondo (U.S.A., Turchia, Germania, Canada, Giordania, Messico, Thailandia, Singapore, Romania, Francia), allo studio della materia riguardante il lavoro dello spettacolo: l'Enpals, la Siae, le correlazioni fra i diversi enti e i soggetti interessati, proponendo soluzioni alle problematiche presso organismi istituzionali, e approfondendo studi musicologici applicati al diritto d'autore.
In tale ambito ha pubblicato il saggio "La Teoria delle Musiche Audiotattili e il Diritto d'Autore. Una Revisione Paradigmatica", scritto insieme al'etnomusicologo Vincenzo Caporaletti, per la Rivista di Diritto delle Arti e dello Spettacolo, PM Edizioni, n.2/2017. Membro di giuria e docente ai seminari del Festival di Castrocaro 2009 e 2010.
Incide due CD a proprio nome: "Film Favorites" e "The Heart of Europe", nel quale ospita lo storico musicista jazz Tony Scott (vedi scheda dettagliata). Si esibisce nel 2012 nel progetto "Rome is more" a New York, Miami, Mexico City, Toronto; e per la Mille Miglia a Singapore.
Sempre nel 2012 teorizza il "Concertainment", quale terza forma performativa. Nel luglio 2013 lancia una petizione pubblica indirizzata alla SIAE, nella persona del Presidente Gino Paoli, per il "riconoscimento del diritto d'autore sulle improvvisazioni creative, ed il recepimento del Decreto MIUR del 3 luglio 2009". L'iniziativa viene riportata e divulgata da siti e pubblicazioni di settore. A marzo 2014 lancia un altro appello pubblico, sostenuto dall'associazione Sos Musicisti, rivolto sempre a SIAE per l'eliminazione di una specifica tariffa ritenuta penalizzante per la musica dal vivo. Tale petizione ottiene pieno successo, in quanto l'ente appellato elimina effettivamente la tariffa in questione. Nel 2014 formula la proposta di un nuovo diritto connesso denominato "Diritto di Estemporizzazione", depositata presso il Senato della Repubblica, 7a Commissione Permanente, in sede di audizione, e inserita nel corpo delle proposte di riforma del sistema spettacolo del Forum Arte e Spettacolo, 2020 Archiviato l'11 novembre 2020 in Internet Archive..

## Influenze musicali
Musicalmente fonde in maniera libera ed eclettica la canzone melodica, anche di tradizione popolare italiana, con il piano jazz moderno di concezione "euro-colta"; elementi pop a stilemi latin. Modelli di riferimento riconoscibili nel suo pianismo sono: Keith Jarrett, Chick Corea, Michel Camilo, Bill Evans, Erroll Garner,...
Riguardo alla tecnica pianistica accademica, egli ha recepito la tecnica razionale di gravitazione di derivazione lisztiana, detta successivamente anche "scuola napoletana".

## Collaborazioni principali
- Tony Scott (clarinetto): album "The Heart of Europe"- 2004, interpretazione composizione originale di Jacovella "The Jump"[19]. Concerti dal 2004 al 2006; Registrazione della colonna sonora del film "I Served the King of England" (musica di Ales Brezina): Tony Scott vocal e ten.sax, Luca R. Jacovella pianoforte - 2006[20].
- Cicci Santucci (tromba): album "Film Favorites" - 2000, come co-leader. Concerti dal 1994 ad oggi.
- Altre collaborazioni: Nicola Stilo, Minnie Minoprio, Yasemin Sannino, Matt Renzi, Aldo Perris, Armando Sciommeri, Bruno Lagattolla, Barbara Eramo, Felice Reggio, Donatella Pandimiglio, Jenny Bae, Olen Cesari, Simona Patitucci, Badara Seck, Michael Rosen, Giacomo Rondinella, Miranda Martino, ...

## Concerti e Festival (incompleta)
Auditorium Parco della Musica Roma; Casa del Jazz - CINEMA. Festa Internazionale di Roma 2006; Jazzschmiede Düsseldorf - Germania; IIC Colonia; Ambasciata Italiana di Amman - Giordania; IIC Bucarest - Romania; International Istanbul Film Festival; Eskisehir International Festival - Turchia; Consolato Italiano di Smirne - Turchia; Galata Tower Istanbul; Ara Pacis Roma; Teatro Verdi di Trieste; Auditorium Haydn di Bolzano; Casa Menotti di Spoleto; Camerata Musicale Salentina; esibizioni come solista su reti R.A.I.; New York, Miami, Mexico City, Toronto, Singapore.

## Composizioni (incompleta)
Per la regia di Bruno Crucitti ha realizzato: messa in scena delle orazioni di Gorgia da Lentini "Gorgia, o il fascino del verbo", Parco Archeologico di Leontìnoi, Lentini, SR, ('95); Villa Comunale di R.C. ('96); "Gli Straccioni" di Annibal Caro, del 1543, Palazzo Farnese di Caprarola, VT ('95), e Villa Comunale di Reggio Calabria ('96); "La Spiritata" (A.F.Grazzini 1560), Festival Internazionale Teatro Medievale e Rinascimentale di Anagni, ('97); Antigone di Sofocle, R.C. ('98); "La festa delle donne" di Antifone, Calabria ('98); inaugurazione del Centro direzionale di Reggio Calabria ne "La città del sole" (composizioni su testi di Ibico, Campanella, Vitrioli, Boccioni) ('97); "Letture Leopardiane" Auditorium Comunale di Anagni ('98); cortometraggio “Il Tragitto”, con Massimo Ghini ('02);sigle musicali del Trailers FilmFest (2009);...

## Fonti
- Luca Jacovella
- Jazzitalia
- Festival di Castrocaro  Luca Ruggero Jacovella, su All About Jazz. URL consultato il 29 dicembre 2021 (archiviato dall'url originale il 7 marzo 2013).
- Arapacis
- Casajazz
- Tony Scott
- Life Magazine